# Ичэн (Линьфэнь)
Ичэ́н (кит. упр. 翼城, пиньинь Yìchéng) — уезд городского округа Линьфэнь провинции Шаньси (КНР). Название уезда означает «город И» и восходит к древнему городу, который в свою очередь был назван по близлежащей горе.

## История
В древности эти места входили в состав царства Цзинь, здесь находилась его столица город Цзян (绛). После того, как в 585 году до н. э. столица Цзинь была перенесена в Синьтянь, переименованный в Синьцзян (新绛, «новый Цзян»), город Цзян был переименован в Гуцзян (故绛, «старый Цзян»).
Когда царство Цинь завоевало все остальные царства и создало первую в истории Китая централизованную империю, то в этих местах был создан уезд Цзянсянь (绛县). При империи Восточная Хань он был переименован в Цзянъи (绛邑县), а город Гуцзян был переименован в Ичэн. При империи Северная Вэй в 487 году уезд Цзянъи был переименован в Цюйво. В 488 году из уезда Цюйво был выделен уезд Бэйцзян (北绛县). В 526 году от него был отделён уезд Синьань (新安县), а в 528 году был создан уезд Сяосян (小乡县). При империи Северная Ци уезд Синьань был присоединён к уезду Бэйцзян. При империи Суй в 598 году уезд Бэйцзян был переименован в Ичэн, а уезд Сяосян — в уезд Фэньдун (汾东县). Потом уезд Фэньдун был расформирован, а затем восстановлен в 617 году как уезд Сяосян. При империи Тан в 626 году уезд Сяосян был присоединён к уезду Ичэн. В 905 году уезд Ичэн был переименован в Куайчуань (浍川县). При империи Сун уезду было возвращено прежнее название.
При чжурчжэньской империи Цзинь из уезда Ичэн был выделен уезд Лунхуа (隆化县), а в 1220 году уезд Ичэн был поднят в статусе до области Ичжоу (翼州). В 1223 году область Ичжоу была преобразована в военный округ Иань (翼安军). При монгольской империи Юань военный округ был ликвидирован, а уезд Лунхуа преобразован в уезд Ичэн.
В 1949 году был создан Специальный район Линьфэнь (临汾专区), и уезд вошёл в его состав. В 1954 году Специальный район Линьфэнь был объединён со Специальным районом Юньчэн (运城专区) в Специальный район Цзиньнань (晋南专区). В 1970 году Специальный район Цзиньнань был расформирован, а вместо него образованы Округ Линьфэнь (临汾地区) и Округ Юньчэн (运城地区); уезд вошёл в состав округа Линьфэнь.
В 2000 году постановлением Госсовета КНР округ Линьфэнь был преобразован в городской округ Линьфэнь.

## Административное деление
Уезд делится на 6 посёлков и 4 волости.